# Serpula triquetroides
Serpula triquetroides är en ringmaskart som beskrevs av Delle Chiaje 1822. Serpula triquetroides ingår i släktet Serpula och familjen Serpulidae. Inga underarter finns listade i Catalogue of Life.